# Lingua sveva
Lo svevo (nome nativo Schwäbisch) è una lingua appartenente al gruppo alemanno dell'alto-tedesco, parlato in parte del Baden-Württemberg e della Baviera. Presenta affinità con il bavarese.
Le maggiori città in cui si parla sono Stoccarda, Augusta, Ulma, Reutlingen e Tubinga.
Lo svevo è parlato da minoranze tedesche in Ungheria, Russia e Romania.
Lo svevo è caratterizzato dalla presenza della parola celtica keja ("cadere"). Inoltre le vocali lunghe germaniche originarie di hūs, īs (dittongati in Haus /ˈhaʊs/, Eis /ˈʔaɪs/ in tedesco standard) diventano hous, eis (ejs) e non huus/hüüs, iis come negli altri dialetti alemanni.
Lo svevo presenta le seguenti varianti:
- alto svevo (Oberschwäbisch);
- basso svevo (Unterschwäbisch);
- Allgäuerisch, parlato nel Sud della Svevia.
- il Templer-Schwäbisch e il Sathmarisch sono fra le varianti dello svevo parlate fuori della Germania.